# Heteropterygidae
Heteropterygidae vormen een familie in de orde van de wandelende takken. De wetenschappelijke naam van deze familie is voor het eerst voorgesteld door William Forsell Kirby in een publicatie uit 1896.

## Onderverdeling in geslachten

### Onderfamilie DataminaeRehn & Rehn, 1939

#### Tribus DataminiRehn & Rehn, 1939
- Dares Stål, 1875
- Epidares Redtenbacher, 1906
- Hainanphasma Ho, 2013
- Microrestes Bresseel & Constant, 2020
- Orestes Redtenbacher, 1906
- Planispectrum Rehn & Rehn, 1939
- Pylaemenes Stål, 1875
- Spinodares Bragg, 1998
- Woodlarkia Günther, 1932

### Onderfamilie HeteropteryginaeKirby, 1896

#### Tribus HeteropteryginiKirby, 1896
- Haaniella Kirby, 1904
- Heteropteryx Gray, 1835

### Onderfamilie ObriminaeBrunner von Wattenwyl, 1893

#### Tribus HoplocloniiniBank, Buckley, Büscher, Bresseel, Constant, Haan, Dittmar, Dräger, Kahar, Kang, Kneubühler, Langton-Myers & Bradler, 2021
- Hoploclonia Stål, 1875

#### Tribus ObriminiBrunner von Wattenwyl, 1893
- Aretaon Rehn & Rehn, 1939
- Armadolides Hennemann, 2023
- Brasidas Rehn & Rehn, 1939
- Eubulides Stål, 1877
- Heterocopus Redtenbacher, 1906
- Mearnsiana Rehn & Rehn, 1939
- Miniopteryx Zompro, 2004
- Miroceramia Günther, 1934
- Obrimus Stål, 1875
- Pterobrimus Redtenbacher, 1906
- Stenobrimus Redtenbacher, 1906
- Sungaya Zompro, 1996
- Theramenes Stål, 1875
- Tisamenus Stål, 1875
- Trachyaretaon Rehn & Rehn, 1939